# Loh Kean Hean

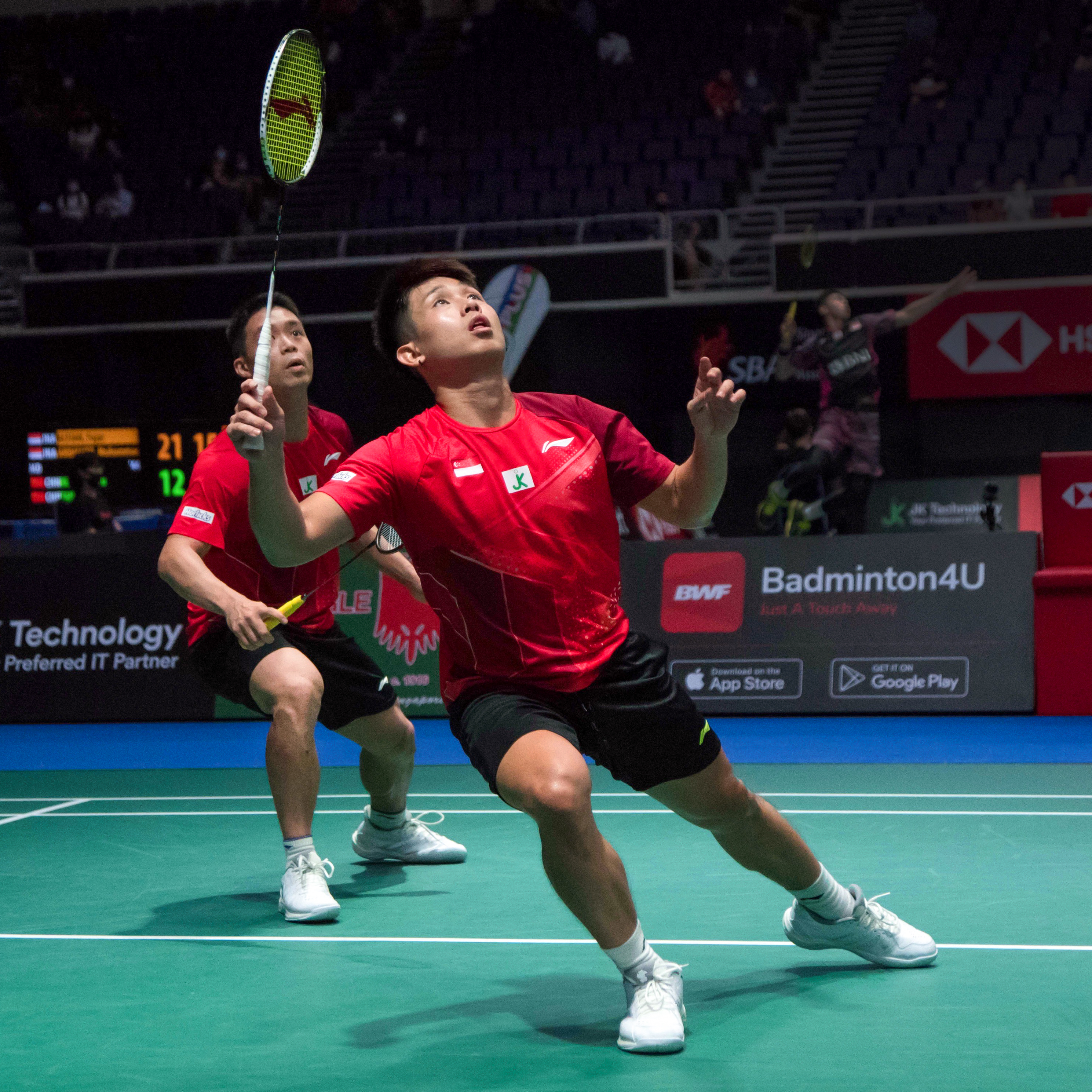
Loh bei den Singapore Open 2022

Loh Kean Hean (chinesisch 骆建贤, Pinyin Luò Jiàn Xián; * 12. März 1995 in Penang) ist ein singapurischer Badmintonspieler.

## Karriere
Loh wurde in Malaysia geboren und begann mit vier Jahren Badminton zu spielen. Um eine Karriere als Badmintonspieler zu verfolgen, wanderte er wie sein Bruder Loh Kean Yew nach Singapur aus, wo er 2013 Teil der Nationalmannschaft wurde und mit dem Sieg bei den Singapur Juniors seinen ersten internationalen Erfolg erzielte. 2014 wurde Loh im Gemischten Doppel mit Dellis Yuliana bei den Singapur International Vizemeister, bevor er im Jahr darauf mit Terry Hee bei dem Wettkampf triumphierte. Außerdem erspielte er mit dem Nationalteam bei den Südostasienspielen die Bronzemedaille und konnte das Ergebnis zwei Jahre später wiederholen. Bei den Estonian International zog Loh 2019 an der Seite von Danny Bawa Chrisnanta ins Finale ein, bevor das Duo auch bei den Singapurischen Meisterschaften Zweiter wurde. Bei den Südostasienspielen gewann er zum dritten Mal in Folge die Bronzemedaille. 2020 wurde Loh erstmals nationaler Meister in seiner Wahlheimat Singapur, als er mit Hee siegreich war. Im nächsten Jahr feierte er im Herrendoppel Erfolge bei den Dutch Open und den Czech International und verteidigte bei den nationalen Meisterschaften seinen Titel. Während er 2022 bei den Südostasienspielen sowohl im Doppel als auch mit der Nationalmannschaft unter die besten drei kam, erspielte Loh auch bei den Asienmeisterschaften mit dem singapurischen Herrenteam die Bronzemedaille. Außerdem stand er beim Mannschaftswettbewerb der Commonwealth Games auf dem Podium.

## Sportliche Erfolge
| Jahr | Veranstaltung                       | Platz | Disziplin    | Spielpartner          |
| ---- | ----------------------------------- | ----- | ------------ | --------------------- |
| 2013 | Singapur Juniors 2013               | 1.    | Herrendoppel | Terry Hee             |
| 2014 | Singapur International 2014         | 2.    | Mixed        | Dellis Yuliana        |
| 2015 | Singapur International 2015         | 1.    | Herrendoppel | Terry Hee             |
| 2015 | Südostasienspiele 2015              | 3.    | Mannschaft   | Singapur              |
| 2017 | Südostasienspiele 2017              | 3.    | Mannschaft   | Singapur              |
| 2019 | Estonian International 2019         | 2.    | Herrendoppel | Danny Bawa Chrisnanta |
| 2019 | Singapurische Meisterschaft 2018/19 | 2.    | Herrendoppel | Danny Bawa Chrisnanta |
| 2019 | Südostasienspiele 2019              | 3.    | Mannschaft   | Singapur              |
| 2020 | Singapurische Meisterschaft 2019/20 | 1.    | Herrendoppel | Terry Hee             |
| 2021 | Dutch Open 2021                     | 1.    | Herrendoppel | Terry Hee             |
| 2021 | Czech Open 2021                     | 1.    | Herrendoppel | Terry Hee             |
| 2021 | Singapurische Meisterschaft 2020/21 | 1.    | Herrendoppel | Terry Hee             |
| 2022 | Asienmeisterschaft 2022             | 3.    | Mannschaft   | Singapur              |
| 2022 | Südostasienspiele 2021              | 3.    | Herrendoppel | Terry Hee             |
| 2022 | Südostasienspiele 2021              | 3.    | Mannschaft   | Singapur              |
| 2022 | Commonwealth Games 2022             | 3.    | Mannschaft   | Singapur              |